# Salvaleón
Salvaleón ist eine spanische Gemeinde (municipio) in der Provinz Badajoz in der Autonomen Gemeinschaft Extremadura. Die Gemeinde zählte auf einer Fläche von 71,8 km² im Jahre 2024 insgesamt 1.656 Einwohner.

## Lage

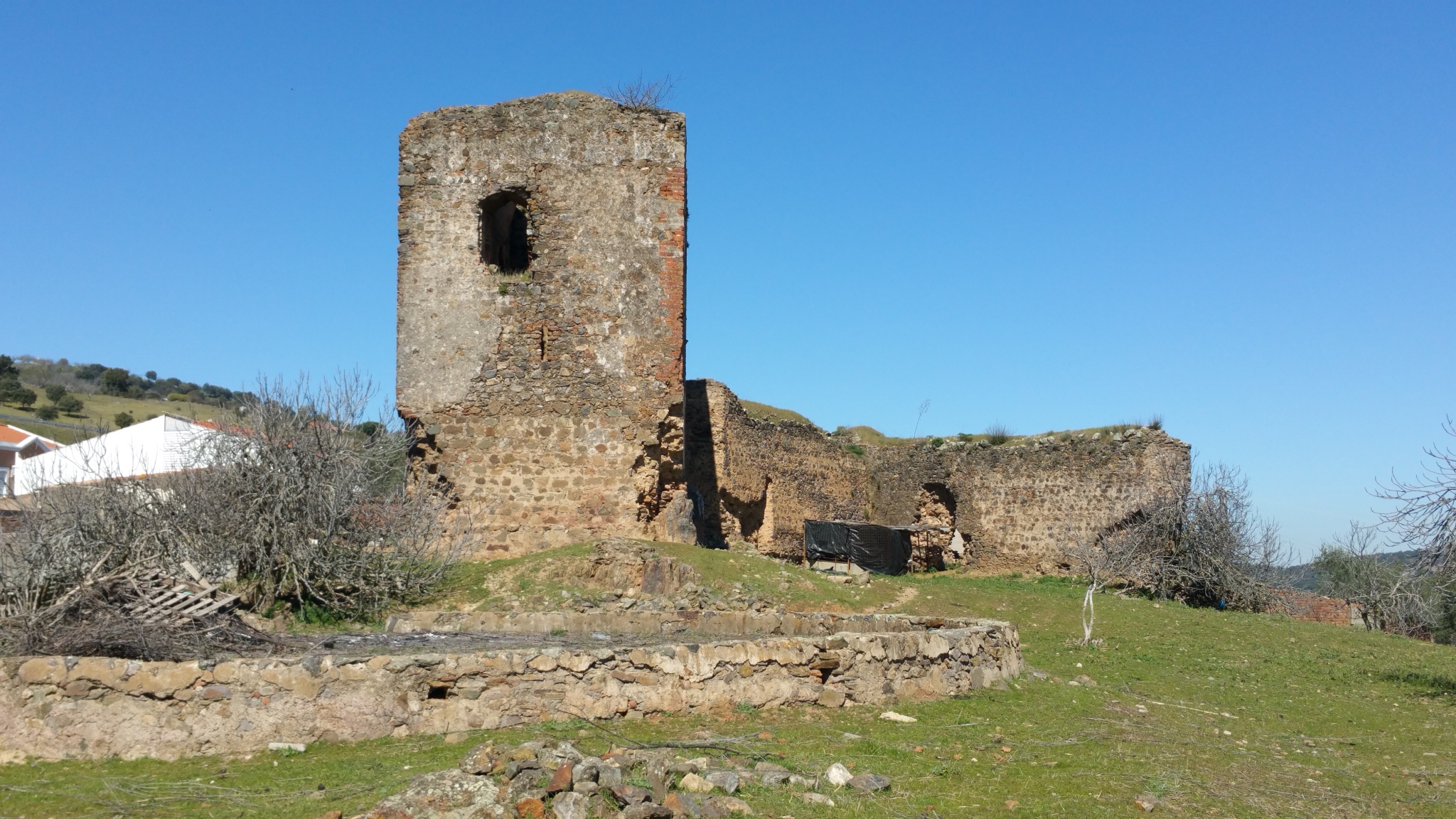
Burg (castillo) von Salvaleón

Die Gemeinde liegt südlich der Landschaft Tierra de los Barros rund 56 km südöstlich der Provinzhauptstadt Badajoz und 33 km nördlich von Jerez de los Caballeros in der Provinz Badajoz. Im Süden der Gemeinde liegt die Sierra de Santa María.

## Sehenswürdigkeiten

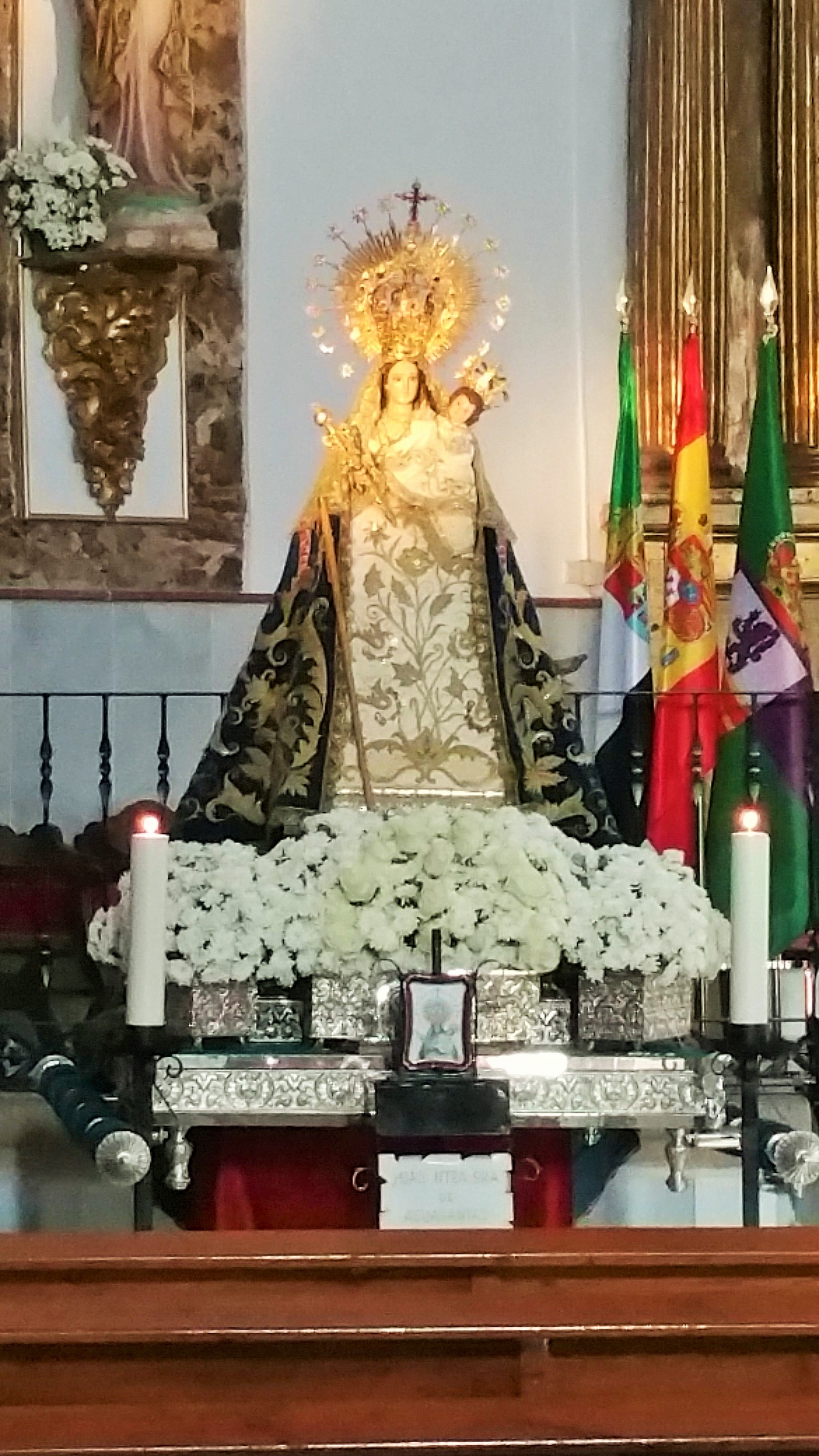
Jungfrau von Aguasanta

- Pfarrkirche Santa Marta aus dem 17. Jahrhundert
- Ermita de la Virgen de Aguasantas
- Burgruine
- Dolmen von Toril